# Sophie Wilmès

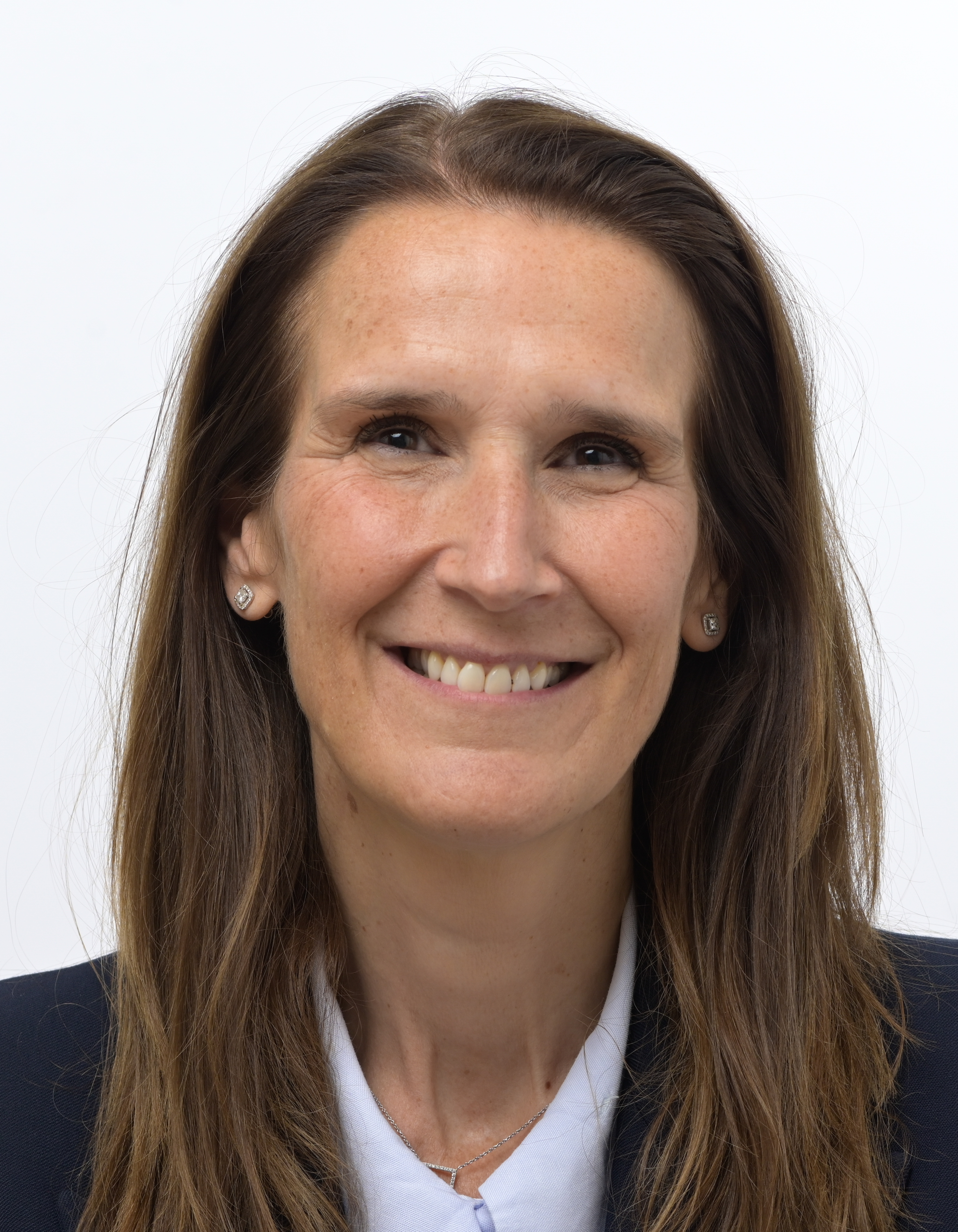
Sophie Wilmès (2024)

Sophie Wilmès (* 15. Januar 1975 in Ixelles/Elsene) ist eine belgische Politikerin des Mouvement Réformateur (MR) und seit Juli 2024 Mitglied des Europäischen Parlaments und eine von dessen Vizepräsidentinnen. Sie war ab dem 27. Oktober 2019 geschäftsführende und vom 17. März bis 1. Oktober 2020 ordentliche Premierministerin Belgiens mit den Regierungen Wilmès I und Wilmès II. Wilmès war die erste Frau in diesem Amt. Sie folgte im Amt Charles Michel nach, in dessen Regierungen Michel I und Michel II sie seit dem 22. September 2015 Haushaltsministerin war.
Zuvor war sie 2014 als Ersatzkandidatin für Didier Reynders (MR) in die föderale Abgeordnetenkammer gewählt worden. Seit dem 1. Oktober 2020 war sie Vize-Premierministerin und Außenministerin in der Regierung De Croo. Am 21. April 2022 ließ sie aus familiären Gründen vorübergehend von diesen Aufgaben beurlauben; am 14. Juli 2022 erklärte sie ihren endgültigen Rücktritt.

## Familie
Sophie Wilmès verbrachte ihre Kindheit in Grez-Doiceau. Ihr Vater Philippe Wilmès (1938–2010) war Professor für Wirtschaft an der Katholischen Universität Louvain-La-Neuve und Kabinettschef von Jean Gol, Mitbegründer der liberalen Partei Mouvement Réformateur, damals als Parti Réformateur Libéral, und mehrfach Vizepremierminister unter Ministerpräsident Wilfried Martens. Später war ihr Vater im Direktorium der Belgischen Nationalbank.
Auch ihre Mutter war in der Politik, sie hatte Stabsstellen in mehreren Ministerien. Ihre Eltern hätten „zu Hause ständig über Politik geredet“.
Ihre Mutter ist Jüdin und hat mehrere Familienangehörige im Holocaust verloren, ihr Vater ist Katholik, und sie besuchte katholische Schulen. Wilmès legt sich in der Öffentlichkeit nicht fest und wehrt sich dagegen, „in eine Schublade“ gesteckt zu werden. Sie betont in einem Interview ihre „weltoffene“ Erziehung und dass sie die „Gesamtheit der erworbenen Werte“ bei ihrer Arbeit einsetzen möchte.
Nach ihrem Schulabschluss zog sie nach Brüssel und studierte dort bis 1997 am Institut des Hautes Etudes de Communications Sociales (IHECS) Kommunikationswissenschaften. 2002 schloss sie ein Abendschulstudium am Institut Supérieur de Commerce Saint Louis in Finanzmanagement ab.
Wilmès war seit 2009 bis zu dessen Tod 2023 mit dem Australier Christopher Stone verheiratet und hat mit ihm drei Töchter. Stone brachte aus einer früheren Beziehung einen Sohn mit in die Ehe.

## Beruflicher Werdegang
Ihren beruflichen Einstieg fand Wilmès zunächst 1998 als Assistentin bei der Europäischen Kommission im Bereich der Budgetkontrolle. Anschließend wechselte sie als Wirtschafts- und Finanzberaterin in eine auf Handelsrecht spezialisierte Anwaltskanzlei. Diesen Beruf gab sie im Jahr 2007 auf, um sich fortan auf ihre politische Karriere zu konzentrieren.
Als Gemeinderatsmitglied in Uccle/Ukkel machte Wilmès im Jahr 2000 auf der Liste der Parti Réformateur Libéral (PRL), die später in Mouvement Réformateur umbenannt wurde, ihre ersten politischen Schritte. Das Mandat musste sie 2005 niederlegen, da sie in die flämische  „Fazilitäten-Gemeinde“ Sint-Genesius-Rode zog. In den Gemeinderat von Sint-Genesius-Rode wurde sie 2006 gewählt; dort erhielt sie auf Anhieb das Amt der Ersten Schöffin. Ihr zwischenzeitlich erlangtes Mandat als Provinzialratsmitglied für die Union des Francophones (UF) musste sie 2014 aufgeben, nachdem sie als Ersatzkandidatin für den Vizepremier und Außenminister Didier Reynders (MR) in die föderale Abgeordnetenkammer gewählt worden war.
Etwa ein Jahr nach der Regierungsbildung gab der MR bekannt, dass die bis dahin auf föderaler Ebene kaum bekannte Wilmès den Posten des Haushaltsministers von ihrem Parteikollegen Hervé Jamar übernehmen werde, damit dieser das Amt des Gouverneurs der Provinz Lüttich übernehmen konnte. Am 22. September 2015 legte sie als föderale Haushaltsministerin vor König Philippe den Amtseid ab.

## Belgische Premierministerin
Da der amtierende geschäftsführende Premierminister Charles Michel zum Nachfolger von Donald Tusk als Präsident des Europäischen Rates ab dem 1. Dezember 2019 nominiert wurde, trat er Ende Oktober 2019 von seinem Amt zurück. Am 26. Oktober beschloss seine Partei Mouvement Réformateur (MR), die bisherige Föderalministerin Wilmès zur geschäftsführenden Premierministerin vorzuschlagen. Am Folgetag, 27. Oktober 2019, nahm der König den Rücktritt der Regierung Michel II an und ernannte Wilmès als Premierministerin mit der geschäftsführenden Regierung Wilmès I.
Nach langen und ergebnislosen Versuchen einer Regierungsbildung führte die aufkommende COVID-19-Pandemie zu Aufrufen zur Bildung einer parteiübergreifenden und zeitlich begrenzten Notfallregierung. Am 17. März 2020 wurde Wilmès vom König als ordentliche Premierministerin vereidigt, und ihre Regierung wurde am 19. März 2020 von einer breiten Parlamentsmehrheit bestätigt. Neben den drei Parteien ihrer bisherigen Minderheitsregierung MR, Open VLD und CD&V stimmten auch die flämischen und wallonischen Sozialisten (sp.a und PS), flämische und wallonische Grüne (Groen und Ecolo), die wallonischen Christdemokraten (CDH) und die Brüsseler Gruppierung DéFI zu, während die wallonische marxistische PTB sowie die beiden flämischen Nationalistenparteien N-VA und Vlaams Belang gegen sie stimmten. Sie wurde mit 84 gegen 44 Stimmen gewählt, bei 22 nicht Anwesenden. Ihre neue Regierung Wilmès II besteht aus demselben Ministern wie die vorherige Regierung. Sie musste allerdings zusagen, nur für sechs Monate zu regieren und sich nur um die Überwindung der Pandemie sowie der wirtschaftlichen und finanziellen Folgen zu kümmern; nach sechs Monaten muss sie die Vertrauensfrage stellen. Dafür wurde sie am 26. März mit zusätzlichen Sondervollmachten ausgestattet, die es ihr erlauben, mittels Dekreten zu regieren.

## Außenministerium
In der Regierung ihres Nachfolgers Alexander De Croo übernahm sie das Amt der Außenministerin, sie ist auch in diesem Amt die erste Frau, zugleich ist sie Vize-Premierministerin und gehört damit für den MR zum „Kern“ der Regierung, der aus dem Premierminister und je einem Vizepremier jeder Koalitionspartei besteht.
Am 21. April 2022 ließ sie sich „bis Ende des Sommers“ von ihrem Amt als Außenministerin beurlauben, um sich um ihren an einem Hirntumor erkrankten Ehemann zu kümmern. Premierminister De Croo übernahm kommissarisch auch das Amt des Außenministers. Am 14. Juli 2022 trat sie aus denselben Gründen zurück. Sie wird aber nach der parlamentarischen Sommerpause ihr damit wieder aufgelebtes Kammermandat ausüben.

## Europaparlament
Bei der Europawahl 2024 war sie Spitzenkandidatin ihrer Partei und zog ins Europäische Parlament ein. Seit Juli 2024 ist sie Vizepräsidentin des Europäischen Parlaments.

## Übersicht über ihre politischen Ämter
- 2000–2005: Gemeinderatsmitglied in Uccle/Ukkel
- 2006 – heute: Gemeinderatsmitglied in Sint-Genesius-Rode
- 2006–2015: Erste Schöffin in Sint-Genesius-Rode
- 2012–2014: Mitglied des Provinzalrats in der Provinz Flämisch-Brabant
- 2014 – heute: Mitglied der föderalen Abgeordnetenkammer (teilweise verhindert)
- 2015–2019: Föderale Ministerin für den Haushalt, mit der Nationallotterie beauftragt, in der Regierung Michel II
- 2019–2020: Premierministerin
- 2020–2022: Föderale Außenministerin und Vizepremierministerin in der Regierung De Croo